# Mthatha
Mthatha es un pueblo de la provincia Oriental del Cabo en Sudáfrica.
Mthatha fue la capital del bantustán de Transkei mientras existieron estos territorios durante la aplicación de las políticas de desarrollo separado del apartheid. El pueblo fue fundado en 1869 por Richard Calverley.
Mthatha está a 32 km al norte de Qunu, donde vivía retirado Nelson Mandela, quien fue presidente de Sudáfrica.
Mthatha alberga el Museo Nelson Mandela.

## Clima
Mthatha tiene un clima oceánico cálido (Köppen Cfb) limitando estrechamente con un clima subtropical húmedo (Cfa) y un clima semiárido (BSh/BSk).
| Parámetros climáticos promedio de Mthatha        | Parámetros climáticos promedio de Mthatha | Parámetros climáticos promedio de Mthatha | Parámetros climáticos promedio de Mthatha | Parámetros climáticos promedio de Mthatha | Parámetros climáticos promedio de Mthatha | Parámetros climáticos promedio de Mthatha | Parámetros climáticos promedio de Mthatha | Parámetros climáticos promedio de Mthatha | Parámetros climáticos promedio de Mthatha | Parámetros climáticos promedio de Mthatha | Parámetros climáticos promedio de Mthatha | Parámetros climáticos promedio de Mthatha | Parámetros climáticos promedio de Mthatha |
| Mes                                              | Ene.                                      | Feb.                                      | Mar.                                      | Abr.                                      | May.                                      | Jun.                                      | Jul.                                      | Ago.                                      | Sep.                                      | Oct.                                      | Nov.                                      | Dic.                                      | Anual                                     |
| ------------------------------------------------ | ----------------------------------------- | ----------------------------------------- | ----------------------------------------- | ----------------------------------------- | ----------------------------------------- | ----------------------------------------- | ----------------------------------------- | ----------------------------------------- | ----------------------------------------- | ----------------------------------------- | ----------------------------------------- | ----------------------------------------- | ----------------------------------------- |
| Temp. máx. abs. (°C)                             | 42                                        | 40                                        | 40                                        | 36                                        | 34                                        | 30                                        | 30                                        | 33                                        | 44                                        | 38                                        | 41                                        | 41                                        | 44                                        |
| Temp. máx. media (°C)                            | 27                                        | 27                                        | 26                                        | 25                                        | 23                                        | 21                                        | 21                                        | 22                                        | 23                                        | 23                                        | 25                                        | 27                                        | 24                                        |
| Temp. mín. media (°C)                            | 16                                        | 16                                        | 15                                        | 12                                        | 8                                         | 4                                         | 4                                         | 7                                         | 9                                         | 11                                        | 13                                        | 15                                        | 11                                        |
| Temp. mín. abs. (°C)                             | 9                                         | 9                                         | 7                                         | 1                                         | -1                                        | -3                                        | -3                                        | -1                                        | 1                                         | 2                                         | 4                                         | 7                                         | -3                                        |
| Precipitación total (mm)                         | 87                                        | 89                                        | 83                                        | 58                                        | 18                                        | 11                                        | 18                                        | 15                                        | 35                                        | 73                                        | 75                                        | 88                                        | 650                                       |
| Días de precipitaciones (≥ 1mm)                  | 15                                        | 14                                        | 13                                        | 8                                         | 5                                         | 3                                         | 3                                         | 5                                         | 8                                         | 13                                        | 13                                        | 14                                        | 113                                       |
| Fuente: South African Weather Service, 1961-1990 |                                           |                                           |                                           |                                           |                                           |                                           |                                           |                                           |                                           |                                           |                                           |                                           |                                           |